# 彬马那
彬马那是缅甸内比都联邦区彬马那县彬马那镇区的主要城镇。